# Упланд
Упланд (на шведски: Uppland), в превод „Горна земя“, е историческа провинция на източното крайбрежие на Швеция, на север от столицата Стокхолм. Граничи с провинциите Сьодерманланд, Вестманланд и Естрикланд, на юг с езерото Меларен и на изток с Балтийско море.
В Хагахьоген в Упланд има надгробна могила, вероятно построена за някой владетел около 1000 г. пр.н.е.
През XI век тук се изгражда металургичен център.
В началото на XXI век по-голямата част от някогашния Упланд попада в състава на лен Упсала, а по-малки части – в лен Стокхолм, Вестманланд, Даларна и Сьодерманланд.